# П'ятниця

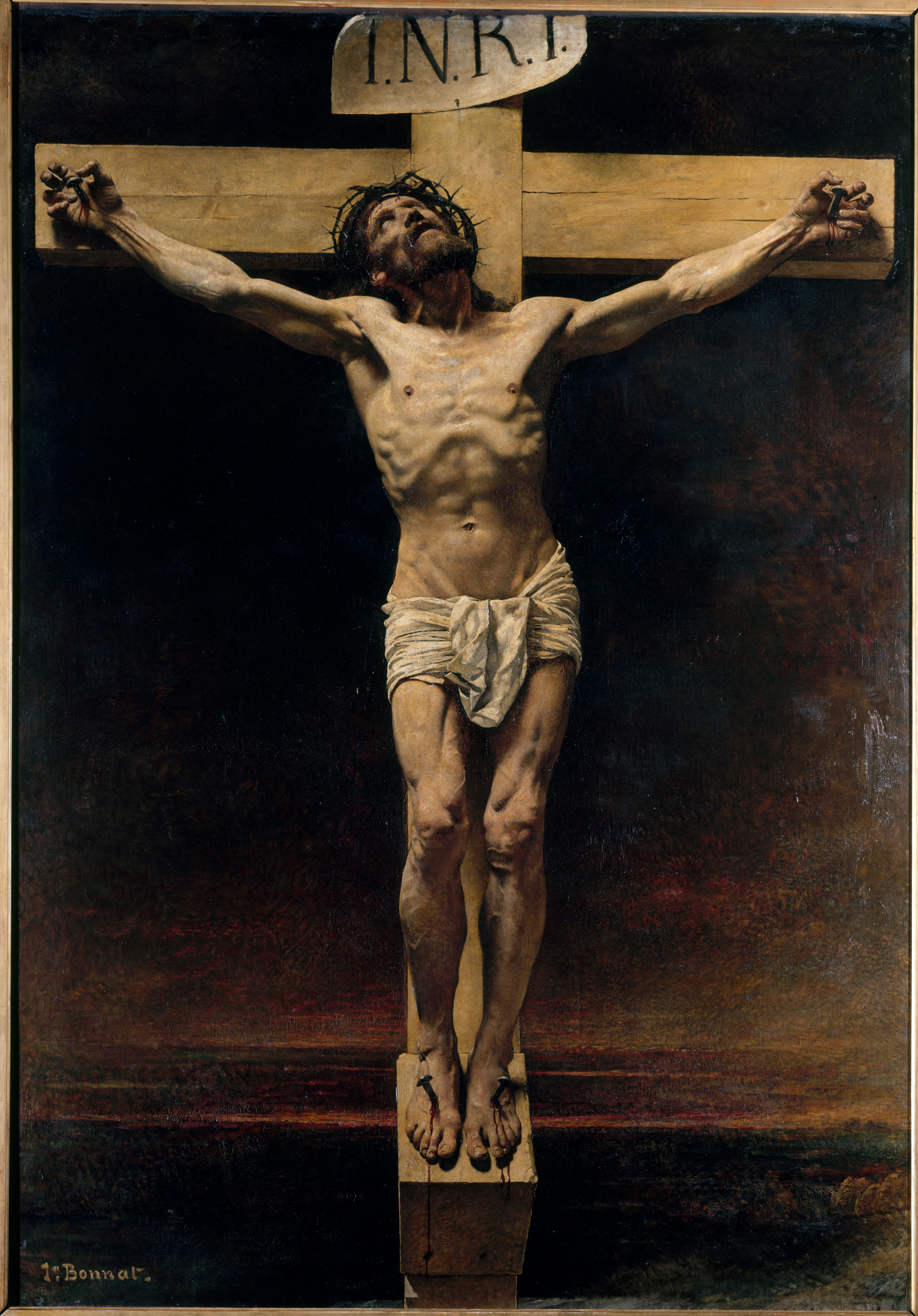
Страсна п'ятниця відзначає смерть Ісуса

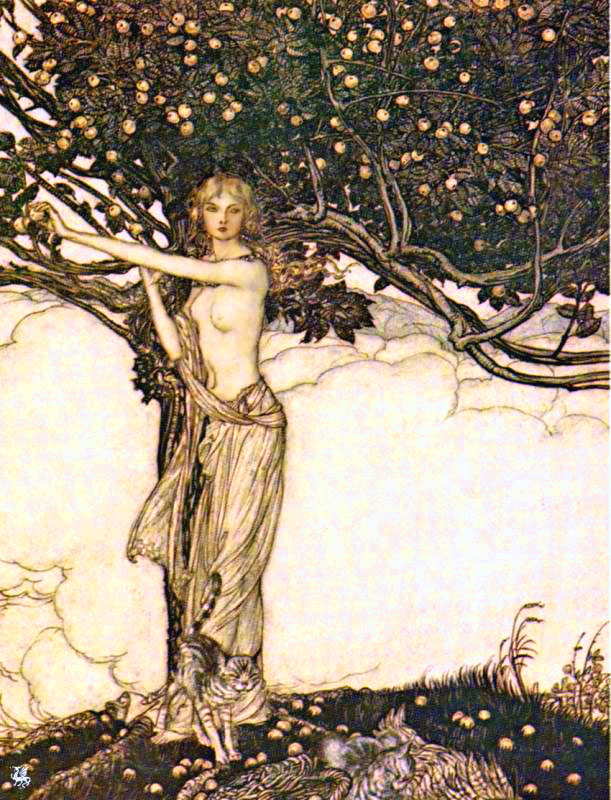
Богиня Фрея

П'ятниця — п'ятий день тижня між четвергом та суботою.

## Історично-релігійні аспекти
Відзначається у християнському світі постом і молитвами з уваги на Велику П'ятницю і на смерть Христа цього дня, пізніше персоніфікований, як деякі інші дні тижня. Під впливом дохристиянських вірувань і в пов'язанні подекуди з культом св. Параскевії, а то й ототожнюваний з нею, образ п'ятниці сконкретизувався в народно-християнській міфології в постать св. П'ятниці (П'ятінки-Матінки), яка у вигляді простоволосої жінки у білому попереджає жінок, щоб не працювали у п'ятницю, і нагороджує, коли її слухають, чи карає, якщо не дотримуються заборони. Одягнену, як П'ятницю, жінку водили, приносили їй дари, влаштовували для неї трапези (зокрема під Велику П'ятницю і під Параску 28 жовтня). В апокрифічному «Слові про 12 п'ятниць» подано великі події, які сталися у п'ятницю, і ті 12 п'ятниць, що їх треба було святкувати, особливо ж десяту п'ятницю («Десятуху»). У народних леґендах і піснях п'ятниця прославляється інколи, як Свята Матінка, Пречиста, яка обдаровує людей усім добром.
Здебільшого, коли робочий тиждень п'ятиденний, п'ятниця — останній робочий день, що передує вихідним, тому розглядається, як привід для святкування.
- У Стародавньому Римі п'ятниця була присвячена Венері, у давньогерманських племен — богині Фріґґ (Фрія). Саме тому в англійській мові п'ятниця має назву Friday.
- В ісламі п'ятниця — джу́ма (день зборів), святковий, в більшості мусульманських країн вихідний день, день церковної служби в мечетях. Цього дня всі повнолітні здорові мусульмани повинні збиратися для полуденної молитви і слухання проповідей.
- Єврейський Шабат починається після заходу сонця у п'ятницю та продовжується до появи трьох перших зірок увечері в суботу.

## Походження назви в мовах світу
- У японській мові «п'ятниця» звучить, як «день металу» (金曜日).
- На санскриті Шукравар (день Шукри).
- У португальській мові «п'ятниця» звучить, як «шостий день» (sexta-feira).
- У німецькій мові «п'ятниця» звучить, як Freitag. Назва походить від римської назви дня dies Veneris, тобто дня (богині кохання) Венери, а це, своєю чергою, сходить до вавилонської назви буднього дня. Коли південні германці перейняли семиденний тиждень від римлян, вони переклали його, замінивши ім'я Венери іменем богині кохання та краси Фреї, яку на півночі називали Фріґґ (пор. давньоверхньонімецьке frîatac, давньоанглійське frīgedeag). Отже, Freitag перекладається як досл. "день Фреї". Часто помилково вважають, що німецька назва п'ятниці перекладається як "вільний день".
- грузинське слово პარასკევი (параскеві) вочевидь походить від грецької назви Παρασκευή, а також пов'язане зі Святою Параскевою Іконійською (Параскевою П'ятницею)